# 116-os busz (Budapest, 1985–1994)
A budapesti 116-os jelzésű autóbusz a Március 15. tér és a Dísz tér között közlekedett. A viszonylatot a Budapesti Közlekedési Vállalat üzemeltette.

## Története
1985. február 1-jén új járat indult 116-os jelzéssel a korábbi V jelzésű busz helyett a Clark Ádám tér és a Szent György tér között, de 1986. június 3-án a Budavári sikló üzembe helyezése miatt megszűnt. November 1-jén a 16A busz is megszűnt, de újra indult a 116-os, ekkor már a Moszkva (napjainkban Széll Kálmán) tér – Budai Vár – Erzsébet híd – Irányi utca útvonalon. 1989. március 1-jén a 16-os és a 116-os buszt útvonalát is lerövidítették, így a 16-os a Deák Ferenc tér és a Dísz tér között, a 116-os az Irányi utca és a Dísz tér között közlekedett. A kieső szakaszon a "Várbusz" közlekedett tovább. Végül 1994. augusztus 31-én a 116-os busz megszűnt. Napjainkban a 116-os busz a Széll Kálmán tér érintésével a Fény utcai piac és a Dísz tér között közlekedik.

## Útvonala
| Dísz tér felé | Március 15. tér felé |
| --- | --- |
| Március 15. tér vá. – Irányi utca – Károlyi Mihály utca – aluljáró – Szabad sajtó út – Erzsébet híd – Döbrentei tér – Attila út – Szarvas tér – Apród utca – Lánchíd utca – Clark Ádám tér – Hunyadi János út – Dísz tér vá. | Dísz tér vá. – Palota út – Dózsa György tér – Krisztina körút – Döbrentei tér – Erzsébet híd – Szabad sajtó út – Váci utca – Duna utca – Irányi utca – Március 15. tér vá. |

## Megállóhelyei
| 0  | Március 15. tér végállomás | 2, 5, 8, 8A, 15, 112 2, 2A              |
| 1  | Irányi utca                | 2, 5, 8, 8A, 112                        |
| 2  | Ferenciek tere             | 2, 5, 7, 7A, 7, 8, 8A, 78, 112          |
| 3  | Ybl Miklós tér             | 86, 86                                  |
| 4  | Clark Ádám tér             | 2, 4, 16, 86, 86, 105 19 Budavári sikló |
| 5  | Donáti utca                | 16                                      |
| 6  | Dísz tér végállomás        | 16, Vár                                 |
| 7  | Palota út, gyorslift       | 16                                      |
| 8  | Attila út                  | 5, 16, 78 18                            |
| 9  | Dózsa tér                  | 5, 78 18                                |
| 10 | Döbrentei tér              | 5, 7, 7A, 8, 8A, 78, 86, 112 18, 19     |
| 11 | Március 15. tér végállomás | 2, 5, 8, 8A, 15, 112 2, 2A              |